# Lupulella adusta
El chacal rayado (Lupulella adusta), anteriormente Canis adustus, es un miembro de la familia Canidae que solo se encuentra en el África subsahariana. Se diferencia de su más próximo pariente, el chacal de gualdrapa (Lupulella mesomelas) por sus patas y orejas considerablemente más cortas, su pelaje más claro y la presencia de unas rayas blancas poco definidas en hombros, costados y cola. El tamaño es intermedio entre las dos especies antes mencionadas.
Este animal es predominantemente nocturno y crepuscular. De hábitos omnívoros, come frutos, invertebrados, vertebrados pequeños y medianos (tan dispares como peces y crías de gacela) y carroña. Puede vivir de forma solitaria, en parejas o en pequeños grupos familiares y defiende su territorio frente a los intrusos. Habita en sabanas bastante húmedas y arboladas, llegando hasta los límites de la selva tropical africana. Por el contrario, evita ambientes más secos, donde es sustituido por los chacales dorado y de gualdrapa. Se encuentra tanto a nivel del mar como en zonas montañosas hasta los 2700 metros de altura.
Como especie, es capaz de adaptarse a los cambios rápidos en el ambiente, por lo que no tiene problemas para colonizar llanuras de inundación estacional, pantanos y áreas modificadas por el hombre, incluidos campos de cultivo. Dentro de estos, siente predilección por los de maíz, donde se alimenta de sus mazorcas. Los chacales rayados no excavan madrigueras, sino que buscan refugios naturales u ocupan termiteros abandonados. Los límites del territorio se marcan con orina y heces, y la comunicación con otros individuos se basa en un amplio repertorio de ladridos, chillidos y gruñidos. El sonoro nombre del animal en suajili, Bweha, tiene precisamente un origen onomatopéyico.
Las hembras son menores que los machos. La época de cría sería según la zona; el periodo de gestación oscila entre 57 y 70 días, al término de los cuales las hembras dan a luz de 3 a 6 crías. Alcanzan la madurez sexual a los 6 u 8 meses de edad y se independizan a los 11.

## Subespecies
- Lupulella adusta adusta: presente en el noroeste africano
- Lupulella adusta bweha: presente en algunas zonas del este de África
- Lupulella adusta centralis: presente en África central
- Lupulella adusta grayi: subespecie del Magreb
- Lupulella adusta kaffensis: suroeste de Etiopía
- Lupulella adusta lateralis: desde el oeste de Kenia hasta el sur de Gabón
- Lupulella adusta notatus: Loita Plains, Kenia